# Alpina B10 Bi-Turbo
Pour les articles homonymes, voir Alpina.
L'Alpina B10 Bi-Turbo est une berline de sport produite par Alpina entre 1989 et 1994. Cette grande routière est basée sur la BMW Série 5 E34.

## Caractéristiques
L’Alpina B10 Bi-Turbo est une version modifiée de la BMW 535i E34 et reprend certains éléments de l’Alpina B10 3.5. Son coût de recherche et développement est de 3,2 millions de dollars. Les modifications sont notamment l’ajout de deux turbos Garrett au moteur M30 et l’amélioration des suspensions et de l’aérodynamique. La puissance de la voiture est de 360 ch. Sa vitesse non limitée lui permet de rouler à une vitesse maximale de 289 km/h, faisant de cette voiture la berline la plus rapide du monde à sa sortie. Ses performances de très haut niveau sont parfois comparables voire supérieures à celles des voitures de sport de l’époque comme les BMW M5, Ferrari Testarossa ou Lamborghini Countach,,. La voiture est néanmoins plus une berline confortable et extrêmement performante qu’une voiture réellement sportive.
L’habitacle de la B10 est également plus luxueux que sur une BMW Série 5 et plusieurs équipements optionnels sur une Série 5 sont montés de série, comme la climatisation et l’antipatinage ASC.
La B10 Bi-Turbo n’est disponible qu’en berline à propulsion, contrairement aux B10 4.0, B10 4.6 et B10 3.0 Allrad disponibles également en break, cette dernière étant de plus à transmission intégrale.
Le pilote automobile et journaliste Paul Frère la qualifia de « meilleure 4-portes du monde ».

## Production
La production de la B10 Bi-Turbo commence en 1989.
Alpina se voit obligé d’arrêter la production de la B10 Bi-Turbo lorsque BMW décide d’arrêter la production du moteur M30 dont la première version date de 1968 et qui équipe entre autres la 535i. Cependant, les cinquante derniers moteurs M30 produits sont envoyés à Alpina pour produire les cinquante dernières B10 Bi-Turbo. La production de la B10 Bi-Turbo est arrêtée en mars 1994 ; 507 exemplaires ont été produits . La B10 Bi-Turbo a été le modèle le plus produit par Alpina jusqu’à la B3 Bi-Turbo (E36).

## Exemplaires préservés
Le dernier exemplaire produit est conservé par Alpina. En août 2015, sur les 262 exemplaires répertoriés sur le site alpina-archive.com, quinze ont été détruits et trois sont des « reconstructions » réalisées en montant les éléments spécifiques d’une B10 Bi-Turbo sur une Série 5 normale, généralement à la suite d’un accident ayant endommagé la voiture d’origine.

## Galerie

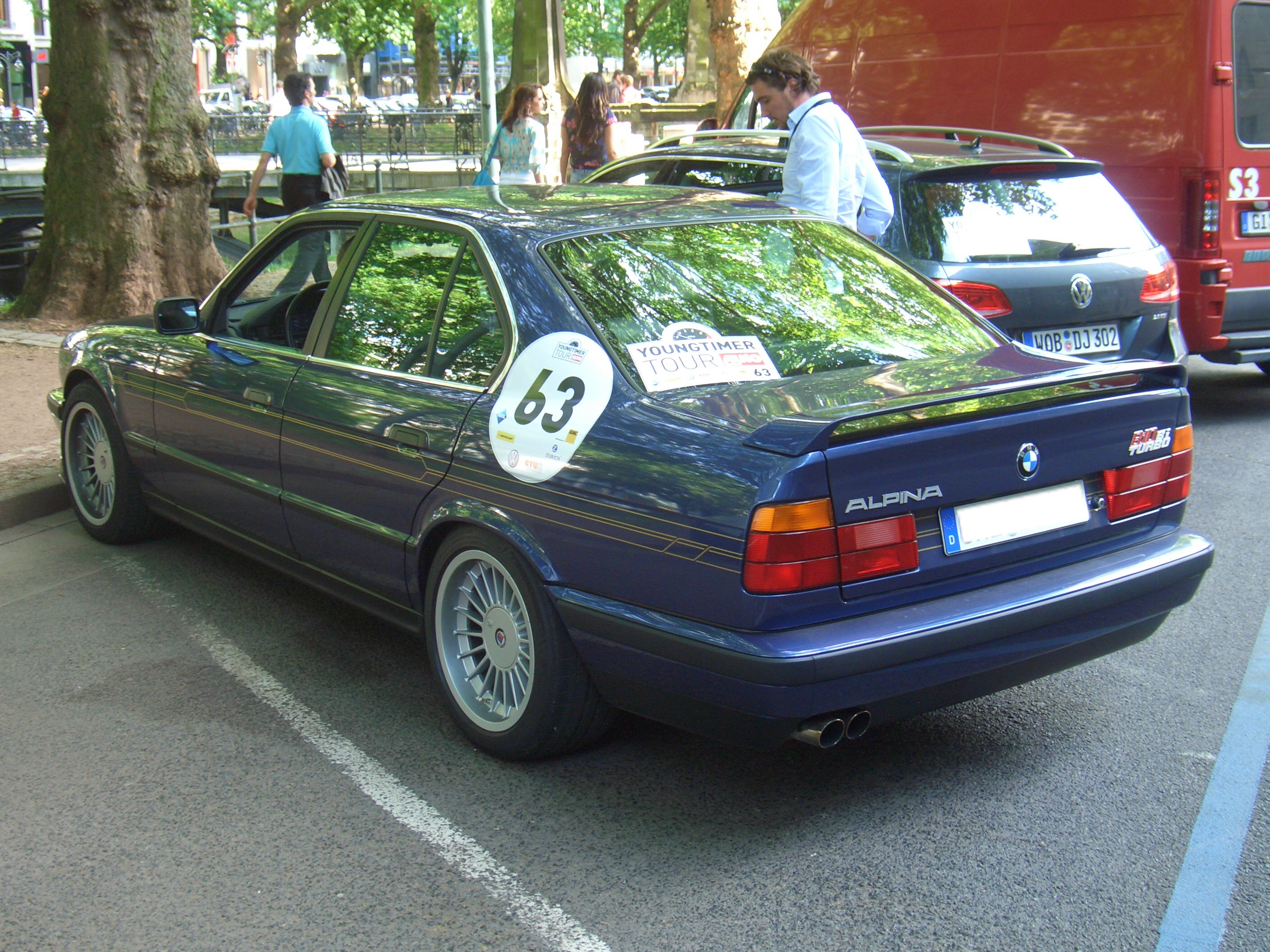
Vue arrière.
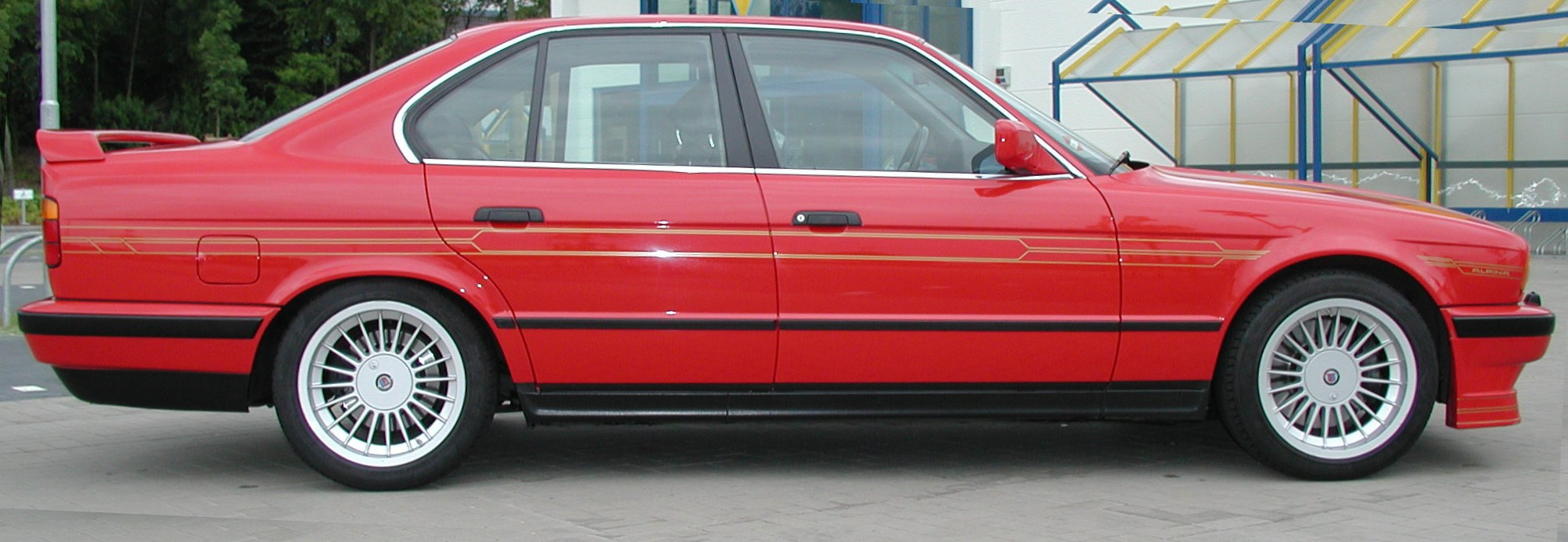
Vue de profil.
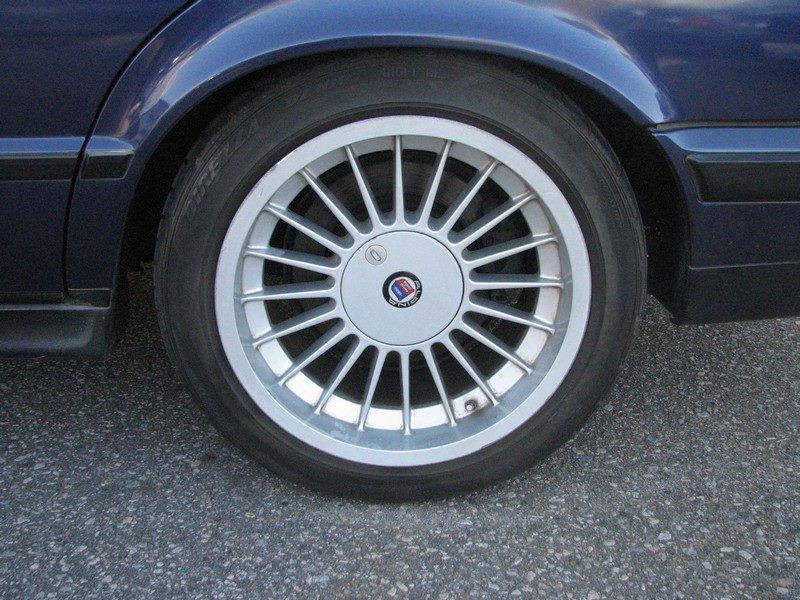
Jantes spécifiques Alpina.
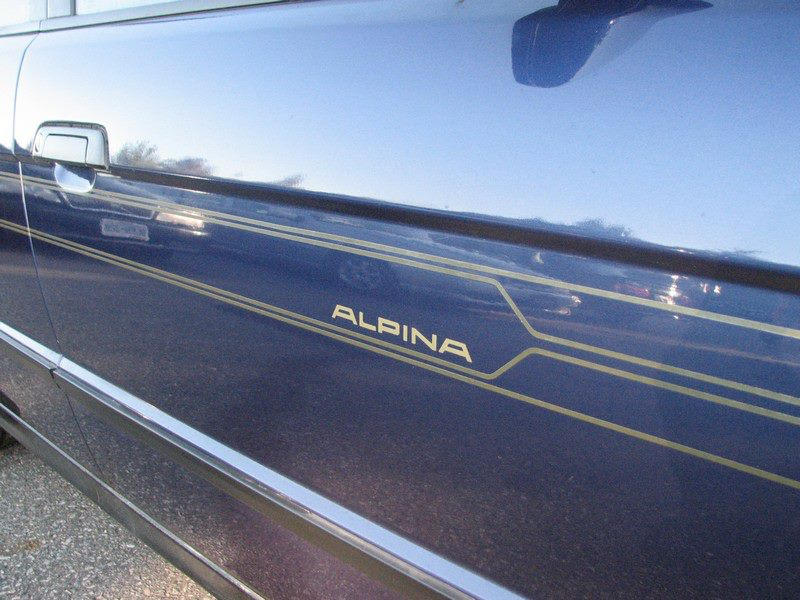
Détail des bandes décoratives optionnelles.